# New Age
Ne doit pas être confondu avec New age (musique).

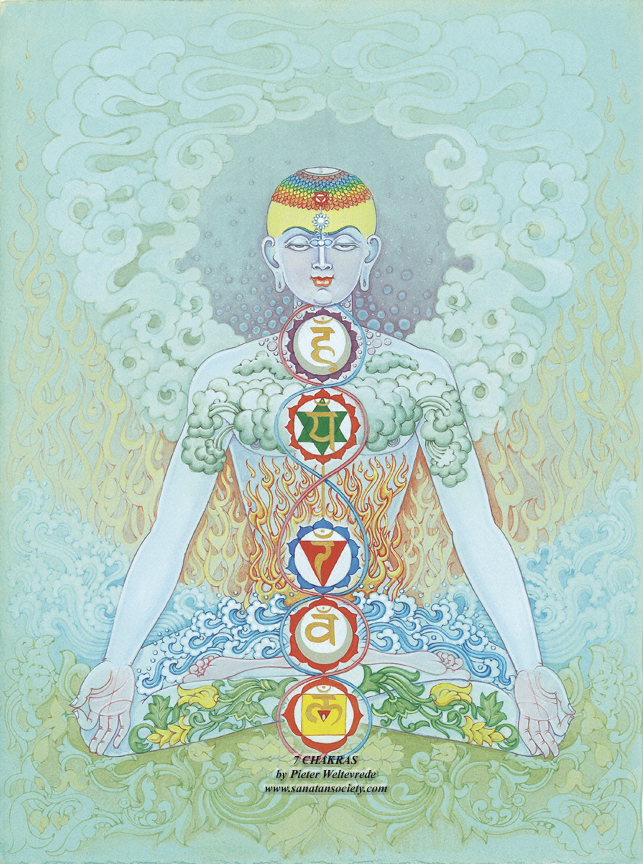
Les sept chakras dans la représentation du New Age.

Le New Age (ou Nouvel-âge) est un courant spirituel contemporain qui prend son essor durant la deuxième partie du XXe siècle et qui se caractérise par une approche individuelle et éclectique de la spiritualité et de la sexualité. Parfois défini comme un « bricolage », un syncrétisme ou un « supermarché »[citation nécessaire] de pratiques et de croyances diverses,,, ce courant sert de catégorie pour un ensemble hétéroclite d’auteurs indépendants et de mouvements dont la vocation commune est de transformer les individus et l'humanité par « l’éveil » définitif. 
Dans son livre Les Enfants du Verseau (1980) qui théorisa le New Age, Marilyn Ferguson définit ce dernier comme « l'apparition d'un nouveau paradigme culturel, annonciateur d'une ère nouvelle dans laquelle l'humanité parviendra à réaliser une part importante de son potentiel, psychique et spirituel. »
Considéré comme une tentative de « réenchantement du monde » face à la crise des idéologies et au refus de la croissance industrielle et du consumérisme, le New Age fait partie du phénomène global des nouveaux mouvements religieux nés à partir des années 1960, tout en se fondant sur des éléments doctrinaux antérieurs, notamment empruntés à la théosophie. Ce retour à la spiritualité se caractérise par une référence aux sentiments religieux ou encore par le sentiment d'une quête intérieure, indépendamment des institutions.

## Définitions
Le phénomène du Nouvel Âge s'est avéré difficile à définir, avec de nombreux désaccords scientifiques quant à ce qu’il recouvre. Les chercheurs Sutcliffe et Gilhus  suggèrent qu'il reste « parmi les catégories les plus contestées dans le domaine de l'étude de la religion ». 
L’historien des religions Olav Hammer qualifie le mouvement de « dénominateur commun d’une variété de pratiques et de croyances assez hétéroclites qui sont apparues  et se sont développées à la fin des années 1970 et qui ont en commun des liens historiques, un discours proche et un « air de famille » ». 
Le sociologue des religions Michael York a décrit le Nouvel Âge comme « un terme générique qui inclut une grande variété de groupes et d'identités qui sont unis par leur attente d'un changement majeur et universel reposant principalement sur le développement individuel et collectif du potentiel humain ».
Selon Aupers et Houtman, la plupart des représentations du New Age qui ont cours actuellement en sociologie restent cependant proches des conceptions de Luckmann, présentée en 1976 dans un livre intitulé  The Invisible Religion.
Selon Thomas Luckmann, la société moderne occidentale a vu l'érosion du monopole chrétien et l'émergence concomitante d'un « marché de la signification ultime » dans lequel chacun a tendance à élaborer pour lui-même une construction spirituelle strictement personnelle, en fonction de goûts et de préférences personnelles. Le New Age illustrerait cette « tendance au bricolage individuel en rassemblant des éléments qui peuvent provenir du champ psychologique, thérapeutique, magique, marginalement scientifique, comme de vieilles notions ésotériques, pour ensuite les reconditionner et les proposer à la consommation individuelle et un syncrétisme privé plus poussé ».
Dans les années 1970, le terme new age est revendiqué par certains adeptes mais, selon la Miviludes, les newagers ne se revendiquent généralement plus comme tels, le terme ayant désormais une acception péjorative. Il s’agit cependant d’un ensemble dans lequel le discours utilise plusieurs invariants : aspiration au changement de paradigme, conception holistique de la réalité, spiritualité ésotérique et syncrétique, rejet de la « modernité ». Des idées apparues au tournant des années 1960 sont ainsi présentes dans le mouvement du développement humain que la Miviludes considère comme typique du new-age : un postulat est que l’être humain n’exploite pas la majeure partie de ses « ressources intérieures », qu’il est dès lors nécessaire pour lui de les développer en cherchant à accéder à des « états supérieurs de conscience » ou en usant de techniques spécifiques visant à la « transformation de soi ».

### Éléments clés
[citation nécessaire]
La spiritualité du Nouvel Âge est un phénomène composite dans lequel les trois éléments suivants sont souvent présents,

#### Moi mystique
L’existence d'un moi spirituel supérieur au plus profond de chaque individu. Toutes les activités et tous les textes du New Age sont axés sur la transformation intérieure de l'individu ; plus précisément, sur l'éveil du moi spirituel, désigné sous différents termes (moi supérieur, moi véritable, étincelle divine, essence cosmique, etc.). En suivant une définition courte mais puissante des idées du New Age offerte par Jeremy Tarcher (cité dans Heelas, 1995 : 226), cette idée peut être condensée en deux hypothèses de base : Premièrement, il existe un soi divin supérieur caché dans chaque être humain, qui est une manifestation de sa nature divine supérieure. Deuxièmement, cette nature supérieure peut être éveillée et devenir le centre de la vie quotidienne de l'individu,.

#### Millénarisme
Le millénarisme, qui inclut l'idée de l'arrivée prochaine d'une nouvelle ère pour l’humanité – pour certains courants appelée l'ère du Verseau – qui sera radicalement différente de l'ère précédente caractérisée par des luttes pour la domination. La transition vers cette ère implique des changements radicaux sur les plans sociaux et individuels. Plutôt que d'être conflictuel, le nouvel âge attendu sera celui de l'harmonie du monde entier.

#### Holisme
L'holisme, qu’il faut entendre selon Flere et Kirbis comme une approche de la vérité distincte de celle qui découle des méthodes analytiques caractéristiques de la science moderne : cette approche exige au contraire une immersion profonde pour comprendre la réalité, et ne croit pas en la validité ou l'efficacité d’une recherche de la vérité passant par l’addition de découvertes fragmentaires. Cette vision est à rapprocher de l'idée holistique selon laquelle tout est imprégné d'une énergie universelle, que la réalité étant entièrement constituée d'énergies interconnectées,. Selon cette conception, la vie dans son ensemble, au-delà des différences de forme, est constituée d’un même flux d’énergie interconnectée. Des références à des notions de physique modernes sont parfois mobilisées comme arguments pour appuyer cette thèse.
Selon la théosophe Alice Bailey, les principes du New Age dans « l'ère du Verseau » devaient déterminer « le type de culture et de civilisation» ainsi que « l'avènement d'une nouvelle religion mondiale (qui) prendra la forme d'une approche de groupe, unifiée et consciente, du monde des valeurs spirituelles » comme cela se serait produit, selon elle, « dans l'ère chrétienne des Poissons ou la période antérieure gouvernée par le Bélier. ».

## Courants principaux
Selon l'étude de Wouter Hanegraaff, cinq courants ou thèmes principaux pourraient cependant être distingués plus ou moins précisément dans la mouvance New Age :
- le channeling : le fait de recevoir et de transmettre des informations, des messages, des révélations par une autre source que sa propre conscience (comme des anges ou autres entités assimilées) ;
- la guérison et le développement personnel (voir psychologie transpersonnelle et mouvement du potentiel humain) ;
- la « science New Age » (ou l'utilisation du langage ou des principes de la science dans les thèses du New Age, comme dans le mysticisme quantique, par exemple) plus proprement, une philosophie de la nature (l'intégration du discours scientifique dans celui du New Age a conduit à l'appellation de pseudo-science de la part des sceptiques et d'une partie du milieu scientifique) ;
- le néopaganisme ;
- le thème de l'avènement d'un nouvel âge.

Les divers courants New Age sont associés par contiguïté plutôt que par similarité. Ils ne se rapprochent pas toujours sur la base de caractéristiques communes mais par des relations structurelles et fonctionnelles (comme le seraient par exemple « les divers animaux vivant sur une même parcelle de terre »).

### Channeling
Le channeling désigne dans la littérature New Age un procédé de communication entre un humain et une entité appartenant à une autre dimension. Par extension, le terme peut désigner l’ensemble des croyances et des pratiques qui se sont formées, à partir des années 1980 aux États-Unis, autour de ce procédé pour constituer un courant particulier, interne au mouvement New Age.
Apparenté à la notion de médiumnité en vogue à la fin du XIXe siècle au sein du mouvement spirite, l'idée de fond du channeling recoupe une thématique très ancienne d'expériences visionnaires : chamanisme, prophétisme.

### Développement personnel
Le développement personnel renvoie à toutes les activités proposant de développer une connaissance de soi, de valoriser ses talents et potentiels, de travailler à une meilleure qualité de vie, et à la réalisation de ses aspirations et de ses rêves.
Les travaux du psychiatre suisse Carl Gustav Jung en psychologie ont été récupérés par les divers courants New Age. L'intérêt de Jung pour le yoga notamment, et globalement pour les croyances orientales, va permettre tout le syncrétisme que l'on retrouve dans le New Age. Selon le sociologue Paul Heelas, dans The New Age Movement, Jung est l'« une des trois plus importantes figures du New Age » avec Blavatsky et Gurdjieff.

### Philosophie de la nature
Les théories Gaïa considèrent la Terre comme une entité ayant développé une autorégulation où l'existence de chaque être vivant est supposée régulée au profit de l'ensemble de l'écosphère. Les êtres vivants ont une influence sur la totalité de la planète sur laquelle ils se trouvent. Gaïa, référence à la « terre mère » antique, n'est cependant pas considérée comme une déesse dans le New Age. Elle n'a pas de cultes ou de rituels, mais est en quelque sorte considérée comme une entité vivante, avec laquelle il faut être en harmonie.
L'expérience de Findhorn, considérée comme une des origines du New Age, fut connue pour son travail avec les plantes, dans ce qu'ils appelèrent une « communication subtile avec les Devas » de la nature.

### Néopaganisme
La question de voir dans le néopaganisme un courant du New Age est discutée.
Syncrétisme universaliste, il se distingue du néopaganisme du type ethnico-religieux tel que le néodruidisme ou l'Ásatrú par son absence de références ethniques. Il serait plus proche de la Wicca, autre assemblage de références éclectiques prônant des valeurs féministes et écologistes.

### Avènement d'un nouvel âge: concept d'Ère du Verseau
Le New Age stricto sensu désigne l'attente d'une nouvelle ère à venir ou en cours. Ce millénarisme se distingue des millénarismes traditionnels par le fait que le changement à venir ne serait ni abrupt, ni violent, ni même issu d'une force supérieure, mais qu'il nécessiterait la participation des êtres humains. L'apparence de cette nouvelle ère est celle d'un monde de paix et de justice, hérité de la contre-culture californienne des années 1960, « d'amour et de lumière ».
Le New Age puise son inspiration première dans les livres d'Alice Bailey (adepte de la théosophie) des années 1920-1930. Cette dernière annonce le « retour du Christ » et lance l'idée de groupements dits « de bonne volonté mondiale ». Ce ne sont pas des communautés organisées mais plutôt des rassemblements périodiques de personnes indépendantes ayant pour but de hâter l'évènement tant espéré au moyen d'une méditation collective à grande échelle (la Grande Invocation).
Une seconde inspiration est L'Ère du Verseau de Paul Le Cour (1937) sur le plan astrologique. Celui-ci lance le concept d'« Ère du Verseau », le nouvel âge sur la Terre qui devrait marquer une transformation des valeurs de l'humanité par l'avènement des valeurs spirituelles.
Le déplacement du « point vernal » le long du zodiaque en astrologie, est un élément clé utilisé pour la théorie historique du New Age. Le passage de ce point depuis la constellation des Poissons jusqu'à celle du Verseau en raison de la précession des équinoxes indiquerait le début d'une Ère du Verseau de paix universelle et d'harmonie retrouvées.
Selon certains principes du New Age, le fait que le poisson a été le symbole des premiers chrétiens est significatif et certains astrologues pensent que les valeurs du Verseau, comme l'altruisme, seront à l'œuvre dans l'apparition d'une nouvelle forme de spiritualité, en rupture avec les valeurs classiques du modèle occidental, survenue dans les années 1970.
L'année d'entrée dans l'« ère du Verseau » est variable selon les différentes écoles. Pour certains, elle aurait commencé en 1962. L'année 2012, qui correspondrait à la fin de cycle du calendrier des Mayas, est souvent citée comme point culminant de cette période de transformation, ou « ascension » de l'humanité.

## Aspects religieux

### Conceptions de Dieu dans leNew Age
Les pratiquants du New Age ont une tendance générale à rejeter les définitions qu'ils considèrent « rigides » ou doctrinales de Dieu et leur préfèrent une absence de définition remplacée par la notion d'« expérience ». Dans le New Age, on ne doit pas « croire » en Dieu mais « faire l'expérience » de Dieu. Ce dernier est plus souvent vu comme une « force de vie » que comme une « personne ». Des termes fréquents pour le désigner sont « océan d'unité », « esprit infini », « courant primordial », « principe universel », « essence unique », etc.. Le New Age se distancie tout particulièrement du Dieu qui juge et qui punit des grands monothéismes. Tout autant, cette perception peut cohabiter avec des conceptions issues des traditions orientales (divinités personnelles multiples) ou du paganisme (principes féminins et masculins de la divinité). En tout état de cause, dans le New Age, le divin peut être trouvé « en soi ». Les êtres humains contiendraient une étincelle divine, une divinité intérieure qu'il s'agirait de contacter afin d'accomplir le but de cette existence terrestre. Le cadre globalement moniste du New Age laisse peu de place à un Créateur qui se tiendrait en dehors de sa création.

### Figures christiques
Malgré les multiples influences orientales, la figure du Christ reste le modèle spirituel du New Age sans grande concurrence. Mais ce modèle ne conserve que très peu d'éléments du Christ tel qu'il est présenté dans le christianisme. Dans le New Age, il peut être un principe abstrait, un état de conscience (conscience christique) ou toute personne qui incarnerait cet état de conscience supérieur.
La christologie du New Age se démarque de la christologie chrétienne et musulmane sur plusieurs points, notamment par l'idée du christ cosmique, qui ne serait pas Jésus-Christ lui-même mais une entité extra-humaine, qui serait descendue sur plusieurs maîtres spirituels, alors appelés maîtres de lumière ou maîtres de sagesse, dont Jésus, Bouddha, etc. alors que dans les monothéismes il ne peut y avoir qu'un seul Messie, qui est Jésus-Christ pour le christianisme.
Certains groupes annoncent la venue d'un nouveau messie, notamment par la publication dans des journaux du message The Christ is now here (« le Christ est présent »).

## Histoire

### Les origines
Ce mouvement trouve ses sources dans l'Europe de la fin du XIXe siècle avec la théosophie, l'anthroposophie, l'orientalisme, l'occultisme, le développement personnel et la psychanalyse. 

### Années 1960 et 1970
Le mouvement se popularise dans les années 1960 à partir des États-Unis. Il se développe alors, essentiellement parmi les membres de la bourgeoisie urbaine des sociétés modernes. Le New Age mêle allègrement des influences orientalisantes, parfois peu ou mal comprises, avec la psychanalyse qui se développe depuis les universités américaines auprès la nouvelle classe moyenne.
Les valeurs et les utopies « Peace and Love » du mouvement hippie influencent de ce fait également le New Age.
En 1961, Michael MacMurphy crée l'Institut Esalen en Californie où sont explorées les nouvelles thérapies psycho-corporelles. En 1962, un petit groupe de personnes autour de Peter et Eileen Caddy donnent naissance à ce qui deviendra la Fondation Findhorn, en Écosse, qui promeut la conscience planétaire et la coopération avec les énergies subtiles de la nature et se consacre à l'habitat écologique et l'épanouissement du potentiel humain.
Dès le milieu des années 1960, le channeling fait son apparition avec Jane Roberts ou David Spangler qui deviennent des figures majeures du courant New Age.
La jeunesse est alors partie prenante des grands mouvements contestataires des années 1960 : Mai 68, contestation contre la guerre du Viêt Nam, etc. L'Occident redécouvre la spiritualité et certaines pratiques comme la méditation, souvent au contact de l'Inde et sa connaissance traditionnelle, à l'image d'artistes comme le poète Allen Ginsberg, les Beatles et notamment George Harrison, Carlos Santana, etc.
En 1967, la comédie musicale Hair et en particulier la chanson d'introduction Aquarius (dont un couplet dit « C'est l'aube de l'ère du Verseau, l'ère du Verseau ») est une indication de l'apparition de ce thème dans la culture populaire.
Les années 1970 sont propices à l'exploration psychique, certaines personnes expérimentent la consommation de substances psychotropes, comme le LSD, utilisé d'abord comme moyen thérapeutique par Timothy Leary.
À cette époque se développent des psychothérapies nouvelles expérimentées à l'Institut Esalen comme la thérapie primale de Arthur Janov, le Rebirth, le Rolfing d'Ida Rolf, expérimenté par John Lennon et l'Analyse bioénergétique d'Alexander Lowen, en phase avec les travaux de Wilhelm Reich, élève de Freud, ainsi que la psychologie humaniste d'Abraham Maslow et Carl Rogers. On découvre aussi en 1968 la Gestalt Thérapie (Psychologie de la forme) de Fritz Perls.
L'Omega Institute for Holistic Studies est fondée en 1977 par Elizabeth Lesser (en) et Stephan Rechtschaffen, inspirés par Vilayat Inayat Khan.

### Années 1980

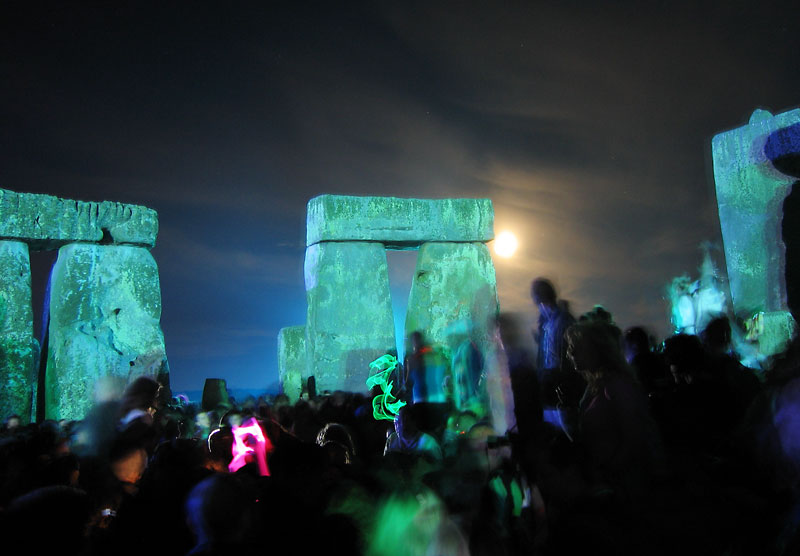
Rassemblement à Stonehenge en Angleterre.

C'est dans les années 1980 que la journaliste américaine Marilyn Ferguson théorise le mouvement en publiant Les Enfants du Verseau. Cette période amorce un renouveau dans le courant New Age qui abandonne les prérogatives de la contreculture des années 1960 et 1970 (drogues, politique) pour prendre son orientation spirituelle.
Ken Keyes, à partir de l'interprétation du rapport de recherches d'anthropologues sur une île près du Japon, initia l'idée que si l'on pouvait assembler un échantillon d'une population autour d'un concept nouveau, supérieur et meilleur, ce concept se répandrait dans le reste de la population. Cette idée a été publiée dans son livre Le centième singe dont un million d'exemplaires se sont vendus entre 1982 et 1984. Ce succès conduisit à divers rassemblements, dont le plus fameux fut « la convergence harmonique » de 1987 durant laquelle des adeptes du New Age se rassemblèrent sur des sites sacrés autour du monde. Le but recherché était de rassembler 144 000 personnes afin de produire un effet sur le reste de la planète. Cet événement est considéré comme le plus représentatif et le plus vaste du courant New Age.
Quelques semaines après la convergence harmonique de 1987, l'autobiographie de l'actrice Shirley MacLaine Danser dans la lumière s'est fait connaître par la télévision à des millions de foyers américains. Le livre décrivait ses aventures psychiques et en particulier un voyage astral mémorable. En conséquence, l'actrice commença à enseigner des cours New Age très fréquentés et très chers dont les profits devaient aller à un village New Age à Crestone, dans le Colorado, qui ne fut jamais réalisé.

### Années 1990

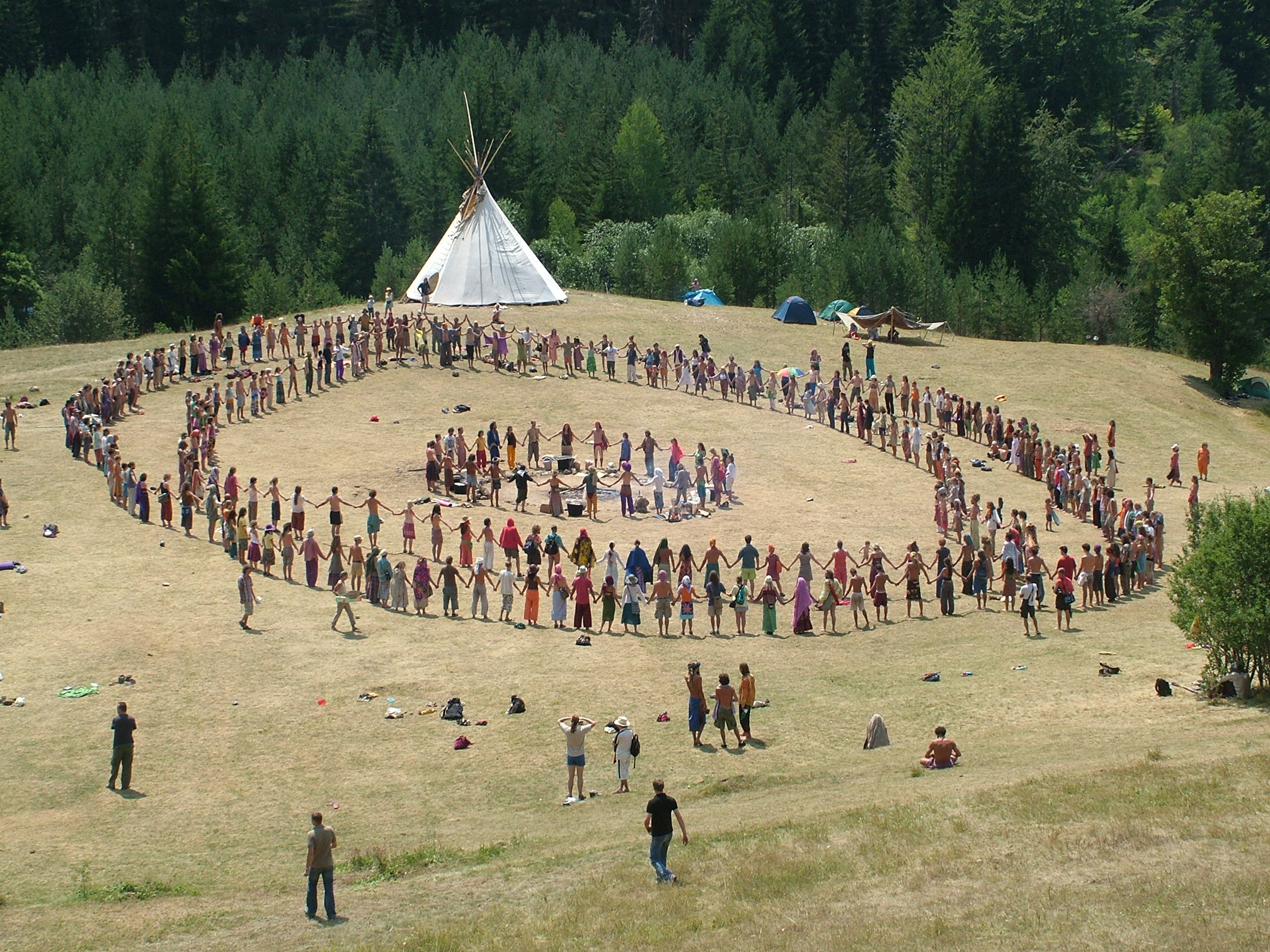
Un rassemblement « Rainbow Gathering ».

La fin des années 1980 marqua le déclin de la première forme du New Age et des milliers de personnes qui avaient vécu certains espoirs déçus finirent par se tourner vers ce que certains sociologues, comme John Gordon Melton, ont analysé comme la seconde page du mouvement New Age dans les années 1990[réf. souhaitée]. La transformation notable fut celle d'un mouvement tourné vers un changement collectif en un courant qui commença à se tourner vers un accomplissement personnel, un éveil individuel et en particulier le concept d'ascension.
Au cours des années 1990, l'essor d'une littérature dite « de channeling » se précise. Les ouvrages en question concernent de prétendues communications entre les humains et des entités évoluant sur d'autres plans de conscience : « êtres de lumière », « maîtres ascensionnés », anges, entités extra-terrestres, etc. De très nombreux ouvrages plus ou moins populaires de mediums/channels, souvent américains, font référence à des entités inconnues jusque-là ou restées dans l'ombre de cercles ésotériques confidentiels (voir Lee Carroll) ou à des concepts en rupture avec les paradigmes anciens.

## Influence artistique

### Cinéma
Le prototype du héros, décrit par Joseph Campbell, et sa mythologie comparée exercent une influence décisive sur le New Age.
Dès les années 1980, certains films populaires semblent avoir puisé dans les valeurs du mouvement, comme Star Wars, qui présente une figure obscure du messie à travers le personnage d'Anakin se muant en Dark Vador ou le film d'animation Dark Crystal.

### Musiquenew age
La musique dite New Age ou fusion music, très à la mode aux États-Unis, en Inde et dans les pays anglophones, naît dans les années 1970 avec la « musique planante » (space music, liée à l'ambient) ou le space rock (également appelé « rock planant »), avec des artistes comme Klaus Schulze, Tangerine Dream, Ash Ra Tempel, Robert Fripp et Brian Eno et influencée au départ par des artistes comme Pink Floyd, Terry Riley, Steve Reich, Soft Machine et Kraftwerk, les compositeurs Giorgio Moroder, Vangelis, Jan Hammer et Jean-Michel Jarre. Les artistes plus récents sont souvent mystiques et/ou exaltent la puissance de la voix, utilisent les mantras : le canadien Patrick Bernard (ex-Bernhardt), Deva Premal. 
Contrairement à une rumeur très répandue, l'album d'Ash Ra Tempel New Age of Earth (1976) n'a rien à voir avec l'expression « musique New Age » et n'en est aucunement l'origine.
De nombreux compositeurs se consacrent à des musiques purement instrumentales utilisées pour la relaxation, comme le Français Zoralkia,   en utilisant principalement des synthétiseurs et des instruments classiques souvent agrémentés de sons de la nature (vagues, chants d'oiseaux) et éventuellement d'échantillons de voix : chants grégoriens, mantras orientaux, chants amérindiens, etc. Certains labels se consacrent exclusivement au new age et à la world music spirituelle comme Imagine Records, Oréade music, Narada, 8 septembre Production. En France, le défunt label Diem, Ellébore ou le diffuseur de musiques de bien-être Le Souffle d'Or. Mike Oldfield, musicien anglais, est aussi un auteur, compositeur et interprète New Age, dont l'instrument dominant est la guitare électrique avec des sonorités le plus souvent très étonnantes accompagnée d'un synthétiseur. Un des musiciens emblématiques de la musique New Age  est Kitaro. Gros vendeurs de disques, Yanni, Era, Eloy Fritsch, Enigma, Enya ou Loreena McKennitt sont associés à ce courant.

## New Age et religions monothéistes
Plusieurs sources appartenant à une des religions monothéistes voient dans le mouvement New Age un retour de la gnose et du paganisme,.
Le Vatican a publié un document d'analyse du courant New Age et de mise en garde : « la religiosité Nouvel Âge répond, d'une certaine manière, aux désirs spirituels légitimes de la nature humaine, il est nécessaire de reconnaître que cette tentative s'inscrit toujours à l'opposé de la révélation chrétienne (…) Jean-Paul II met en garde contre « la question de la renaissance de certaines traditions du gnosticisme antique sous la forme de ce qu'on appelle le New Age » ».
Dans l'un des premiers livres écrits sur ce thème, Constance Cumbey dénonce ce qu'elle juge être du satanisme, s'appuyant sur la fondation en 1922 de la Lucifer Publishing Company par Alice Bailey pour publier ses écrits et ceux de Blavatsky. Cette organisation s'appelle aujourd'hui la Lucis Trust, une Organisation non gouvernementale internationale accréditée par les Nations unies. Dans les thèses de la théosophie, Lucifer n'est pas diabolisé, il est vu comme le « porteur de lumière », pas comme l'ange déchu dont l'étoile du matin devait revenir à Jésus-Christ, seul porteur de la lumière agréée par Dieu pour l'Homme, après la chute de Satan.
Certains courants catholiques représentés par la position de Constance Cumbey voient dans Maitreya, le messie du New Age annoncé par Alice Bailey, le prototype de l'Antéchrist. Il y a de plus une contradiction entre la vision monothéiste d'un messie unique et celle d'un état christique défendue par le New Age. Pourtant ces principes sont repris par certains théologiens chrétiens, acquis aux théories du New Age, comme Matthew Fox (en) aux États-Unis ou dans une certaine mesure Teilhard de Chardin en France.

## Point de vue des sociologues en religion
Le New Age est qualifié de « religiosité postmoderne » par V. Vaillancourt et A. Kubiak ou de « marché de la spiritualité » par Van Hove, de « nébuleuse mystique-ésotérique » par Françoise Champion, de « vaste réseau informel d'échanges d'informations » par M. York ou encore de « mutation radicale des systèmes de sens ultimes » selon Martin Geoffroy. Selon Philippe Moingeon — dans son livre Introduction à la mythologie contemporaine — l'influence du mouvement New Age donnera le ton à l'émergence d'une mythologie contemporaine, si celle-ci venait à émerger.

## Critiques
À l'instar de la communauté hippie qui a contribué à lui donner son essor, le New Age a longtemps bénéficié d'une image d'un courant naïf et inoffensif. Un panel de sympathisants du New Age le décrit comme un mouvement pacifique, alternatif et écologique, marqué par « le travail sur soi », une utopie d'harmonie planétaire et de paix mondiale.
Cependant, un certain nombre de critiques ont été portées sur le mouvement, et notamment sur des courants tardifs se réclamant de cette nébuleuse et de son image culturelle et artistique pour mener à bien des activités sectaires, pseudo-médicales ou simplement de charlatanerie.

### Absence de définition réelle du mouvement
Selon la commission de l'Assemblée Nationale française sur les dérives sectaires (MIVILUDES), « le New Age est un champ culturel au contour flou, que l’on ne peut rattacher ni à une origine unique, ni à un dogme établi, ni à une communauté historique déterminée, et l’appellation même New Age est loin d’être toujours revendiquée par ses adeptes ». En conséquence, n'importe qui peut se réclamer de ce courant sans qu'il soit possible de prouver le contraire, ce qui tend à faire de cette formule une panchreste vide de sens, voire une simple étiquette commerciale pour couvrir des activités parfois douteuses.

### Critiques sur les dérives sectaires associées au mouvement
De nombreuses communautés et courants de pensée d'inspiration New Age ont vu le jour aux États-Unis à partir des années 1960, et certaines ont évolué dès les années 1970 vers une dérive sectaire manifeste, avec parfois des conséquences dramatiques (Ordre du Temple solaire, Heaven's Gate, etc.).
Plus récemment, certains mouvements associés au courant New Age furent répertoriés comme sectes dans le rapport parlementaire français de 1995 sur les sectes, et la revendication New Age de nombreux courants spirituels (ainsi que des méthodes para-thérapeutiques ou de « développement personnel ») à fort risque de dérive sectaire a fait l'objet d'une mise en garde dans le rapport 2014 de la commission de l'Assemblée Nationale sur les dérives sectaires (MIVILUDES), qui y consacre une large synthèse documentaire illustrée par de nombreux exemples.
La miviludes note qu’il faut se garder de dénoncer l’intérêt du public pour le développement personnel, mais qu’il est de sa mission de « souligner le risque de la banalisation de certaines conceptions et de l’accoutumance du public à certains termes ou pratiques qu’il n’interroge plus, créant ainsi un terreau favorable à des dérives sectaires ».
Le danger viendrait alors de l’abandon de tout esprit critique, parce que la pensée New Age pousse à l’extrême la démarche relativiste et volontariste, car «non seulement elle affirme : « À chacun sa vérité », mais également : « Ma réalité est ce que je veux qu’elle soit»».
Selon l'UNADFI, les adeptes du New Age « ne se posent pas les bonnes questions », ils tentent de se rassurer, ils sont comme des « narcodépendants ».

### Menace pour le lien social par son influence sur l'Internet
Selon le sociologue Philippe Breton, le New Age serait l'un des éléments qui entraînerait une vision du lien social fondée sur la séparation des corps et la collectivisation des consciences. Elle se manifeste à travers une certaine conception d'Internet. Il y voit une menace pour le lien social.

### Critiques émanant des cultures dont s'inspire leNew Age
Le New Age se veut syncrétique, et emprunte (ou attribue) des éléments variés à un grand nombre de religions et de spiritualités différentes, avec parfois un degré de compréhension des concepts relativement faible ou caricatural, qui a pu irriter les membres de ces cultures.
Des critiques émanent d'adhérents des cultures traditionnelles orientales revendiquées par le New Age, en Chine et ailleurs : un certain nombre d'écoles orthodoxes de yoga, tantrisme, qi gong, médecine traditionnelle chinoise, ayurveda et d'arts martiaux (les familles traditionnelles du tai-chi-chuan par exemple), des groupes dont la pratique est vieille de plusieurs centaines d'années et qui acceptent mal le New Age occidental et la récupération de leur discipline sans en avoir une bonne compréhension et souvent en la déformant.
Une des critiques sur l'éclectisme New Age vient d'auteurs issus des communautés amérindiennes. La Declaration of War Against Exploiters of Lakota Spirituality est l'une des manifestations les plus claires du rejet de ce courant par les leaders de ces communautés.

### Liens supposés avec le néo-libéralisme
Le New Age est souvent mis en parallèle, voire en lien de causalité, avec le néolibéralisme, et cela alors même qu'il peut parfois en dénoncer certains effets. 
Le philosophe Michel Lacroix voit dans le New Age un développement de l'individualisme, tendance que l'on retrouve à l'Institut Esalen ou dans le Mouvement du potentiel humain. Dans un autre livre, il développe le rapport entre le développement personnel et la gestion de l'entreprise. Martin Geoffroy, un autre universitaire qui s'est intéressé au New Age, fait état de la volonté du mouvement New Age d'infiltrer la formation professionnelle, où les stages d'entreprises reprennent deux idées marquantes que sont la culture de soi et l'intégration dans un tout holiste, appliqués au monde de l'entreprise.
Dans un article du Monde diplomatique publié en mai 2005, Slavoj Žižek propose de voir le New Age comme une approche complémentaire du capitalisme : « Une sorte de “bouddhisme occidental” se présente désormais comme le remède contre le stress de la dynamique capitaliste. Il nous permettrait de décrocher, de garder la paix intérieure et la sérénité, et fonctionnerait en réalité comme un parfait complément idéologique ».

### Liens supposés avec une démarche positiviste
Le New Age promeut le retour de la spiritualité contre les dérives technicistes du monde. À ce titre, certains, comme Abraham Maslow, cherchent à donner une caution scientifique à la méditation à travers encéphalogrammes et ondes alpha. D'après Michel Lacroix, le Nouvel Âge serait en train d'ouvrir à la science tout l'espace de la spiritualité, mais en visant non plus un « réenchantement du monde » mais l'intégration du spirituel dans le système technicien. Le Nouvel Âge serait ainsi le fer de lance d'une philosophie positiviste particulièrement agressive, réalisant ce que le réductionnisme du XIXe siècle n'a pas osé tenter : l'enfermement de toute spiritualité dans la rationalité, l'arraisonnement de l'être par des méthodes techno-scientifiques. Cette vision sans doute pertinente pour qualifier telle ou telle démarche s'applique à une partie seulement de ce courant assez disparate. En France par exemple, l'appellation « New Age » n'est quasiment revendiquée par personne alors que ce courant existe et imprègne une part non négligeable de la société (voir les « créatifs culturels »).

### Liens supposés avec le conspirationnisme
D'après un article du Los Angeles Times (traduit par Courrier International), le mouvement New Age californien se serait partiellement « tournés vers la sphère conspirationniste QAnon pendant la pandémie de Covid-19 », et certains de ses membres « adhèrent à une pensée complotiste à long terme qui défend l’autonomie radicale et sème le doute vis-à-vis de la vaccination, des élus politiques et des principales institutions américaines. »

## Quelques auteurs et penseurs associés à ce courant de pensée
- Ken Wilber (1949), écrivain et philosophe américain,
- Alice Bailey (1880-1949), théosophe, télépathe, première à développer le concept de « Nouvel Âge »,
- Jane Roberts (1929-1984), considérée par Wouter Hanegraaff comme « le Mahomet du New Age[16] »,
- Eileen Caddy (1917-2006),
- Shakti Gawain (1948-2018),
- Shirley MacLaine (1934-),
- Lobsang Rampa (1910-1980),
- James Redfield (1950-),
- Miguel Ruiz (1952-),
- Dane Rudhyar (1895-1985), pionnier de l'astrologie humaniste et transpersonnelle,
- David Spangler (1945-),
- Neale Donald Walsch (1943-),
- Bernard Werber (1961).